# Джейн Ейр (фільм, 1970)
«Джейн Ейр» (англ. Jane Eyre) — фільм американського режисера Делберта Манна, де головні ролі зіграли Джордж К. Скотт та Сюзанна Йорк. Картина базується на романі «Джейн Ейр» англійської романістки Шарлотти Бронте. Телефільм був показаний у Великій Британії в грудні 1970 року. Мешканці Північної Америки змогли побачити фільм на рік пізніше.

## Сюжет
Джейн Ейр — сирота. Дівчинка живе в дитячій жіночій школі Ловуд, де панують суворі та аскетичні правила. Після закінчення інтернату дівчина влаштовується гувернанткою юної міс Адель в помісті Торнфілд-Холл, володарем якої є Едвард Рочестер — чоловік з важким характером. Недивлячись на всі перепони міс Ейр та господар маєтку закохуються, готується весілля. Дівчина радіє своєму щастю. Але раптово розкривається таємниця садиби Торнфілд, а Джейн прийдеться ще раз показати свою стійкість.

## В ролях
- Джордж К. Скотт — Едвард Рочестер
- Сюзанна Йорк — Джейн Ейр
- Сара Гібсон — юна Джейн Ейр
- Ієн Баннен[en] — Сент-Джон Ріверс
- Рейчел Кемпсон — місіс Фейрфакс
- Нірі Даун Портер[en] — Бланш Інгрем
- Джек Хокінс — містер Броклхерст
- Джин Марш[en] — Берта Рочестер
- Кеннет Гріффіт[en] — Річард Мейсон
- Г'ю Латімер[en] — полковник Дент
- Кара Вілсон — Діана Ріверс
- Мішель Дотріц[en] — Мері Ріверс
- Барбара Янг[en] — міс Скетчер
- Розалін Лендор — Елен Бернс

## Нагороди та номінації
- 1972: Еммі — Джону Вільямсу за музичний супровід.